# Regeringen Rama I
Regeringen Rama I (albanska: Qeveria Rama I) var Albaniens regering mellan den 15 september 2013 fram till 11 september 2017. Regeringen bildades till följd av ASHE-koalitionens seger i Parlamentsvalet i Albanien 2013 där premiärminister Edi Ramas parti Albaniens socialistparti blev det största partiet.
Regeringen efterträdde den konservativa regeringen Sali Berisha II som ledde två regeringar mellan 2005 och 2013. Rama blev den första socialistiska premiärministern på åtta år när Fatos Nano var landets premiärminister. 
I september 2017 efterträddes regeringen av regeringen Rama II efter att Ramas socialistiska parti vunnit majoritet i parlamentet efter valet i juni 2017.

## Bakgrund
Regeringen Rama bildades efter att dåvarande oppositionskoalitionen Allians för ett europeiskt Albanien (Aleanca për Shqipërinë Evropiane), ASHE vunnit parlamentsvalet 2013 med 57,63 procent av rösterna mot dåvarande premiärministern Sali Berishas allians APMI som fick 39,46 procent. Valet hölls den 23 juni 2013 men den nya regeringen kunde tillträda först den 15 september samma år. Regeringens koalition bestod huvudsakligen av partierna Albaniens socialistparti (PS) som är det största partiet och leddes av Edi Rama samt Socialistiska rörelsen för integration (LSI) som leddes av Ilir Meta. 
Ramas socialistparti fick i valet 41,36 procent av rösterna och blev största parti i parlamentet. Det näst största regeringspartiet, LSI, fick 10,46 procent vilket tillsammans gav en majoritetsregering. Dessutom stöttades ASHE av ett dussintal ytterligare mindre partier som till exempel Enhetspartiet för mänskliga rättigheter (0,85 procent) och Albaniens socialdemokratiska parti (0,69 procent). 

## Regeringsbildning
Efter valet utsågs Edi Rama till premiärminister och fick uppgiften att bilda regering. Ramas regering bestod av ministrar huvudsakligen från det egna partiet (PS) samt från LSI. Dess partiledare, Ilir Meta, utsågs till parlamentets talman och efterträdde Jozefina Topalli. Av totalt 21 ministerposter blev fördelningen 15 ministrar från PS, fem från LSI samt en partilös minister. Till vice premiärminister utsåg Rama sin partikamrat Niko Peleshi. Regeringen Rama bestod i augusti 2014 av sju kvinnliga ministrar vilket innebar flest kvinnliga ministrar i en albansk regering någonsin.
Bland ministrarna återfanns, bland andra, den tidigare utrikesministern Edmond Haxhinasto och utrikesministern Edmond Panariti. 
Åldersmässigt var regeringen Rama blandad med den äldsta ministern född 1956 och den yngsta 1983. Premiärminister Edi Rama var en av regeringens äldre ministrar.
Den första ministern att avgå blev Ilirjan Celibashi som den 1 augusti 2014 ersattes av Ermonela Felaj som minister för parlamentariska förbindelser. Celibashi avgick under en presskonferens tillsammans med Edi Rama på grund av personliga skäl. Ersättaren Felaj kommer liksom Celibashi från PSSh.
| Ministär                                                 | Minister | Minister | Födelseår           | Parti        |
| -------------------------------------------------------- | -------- | --- | ------------------- | ------------ |
| Premiärminister                                          |          | Edi Rama | 1964                | PS           |
| Vice premiärminister                                     |          | från 22 maj 2017: Ledina Mandija fram till maj 2017: Niko Peleshi                                                                             | 1974 1970           | Partilös PS  |
| Försvarsminister                                         |          | Mimi Kodheli | 1964                | PS           |
| Inrikesminister                                          |          | från 22 maj 2017: Dritan Demiraj mars-maj 2017: Fatmir Xhafaj fram till mars 2017: Saimir Tahiri                                              | 1969 1979 1959      | Partilös PS  |
| Utrikesminister                                          |          | Ditmir Bushati | 1977                | PS           |
| Minister för europeisk integration                       |          | Klajda Gjosha | 1983                | LSI          |
| Finansminister                                           |          | från 22 maj 2017: Helga Vukaj februari 2016-maj 2017: Arben Ahmetaj fram till februari 2016: Shkëlqim Cani                                    | 1978 1969 1956      | Partilös PS  |
| Transport- och infrastrukturminister                     |          | från september 2016: Sokol Dervishaj fram till september 2016: Edmond Haxhinasto                                                              | ? 1966              | LSI          |
| Minister för urban utveckling och turism                 |          | Eglantina Gjermeni | 1968                | PS           |
| Minister för ekonomisk utveckling, handel och näringsliv |          | från februari 2016: Milva Ekonomi fram till februari 2016: Arben Ahmetaj                                                                      | 1962 1969           | PS           |
| Idrotts- och utbildningsminister                         |          | från 22 maj 2017: Mirela Karabina fram till maj 2017: Lindita Nikolla                                                                         | ? 1965              | Partilös PS  |
| Justitieminister                                         |          | från 22 maj 2017: Gazment Bardhi januari-maj 2017: Petrit Vasili november 2015-januari 2017: Ylli Manjani fram till november 2015: Nasip Naço | 1986 ? 1961         | Partilös LSI |
| Kulturminister                                           |          | Mirela Kumbaro | 1966                | PS           |
| Ungdoms- och välfärdsminister                            |          | från 22 maj 2017: Xhulieta Kërtusha mars-maj 2017: Olta Xhaçka maj 2015-mars 2017: Blendi Klosi fram till maj 2015: Erion Veliaj              | 1979 1979 1971 1979 | Partilös PS  |
| Minister för forskning och offentlig förvaltning         |          | Milena Harito | 1966                | PS           |
| Hälsominister                                            |          | från 22 maj 2017: Arben Beqiri mars-maj 2017: Ogerta Manastirliu fram till mars 2017: Ilir Beqaj                                              | ? 1978 1968         | Partilös PS  |
| Energi- och industriminister                             |          | Damian Gjiknuri | 1972                | PS           |
| Miljöminister                                            |          | Lefter Koka | 1964                | LSI          |
| Jordbruks-, havs-, och landsbygdsutvecklingsminister     |          | Edmond Panariti | 1960                | LSI          |
| Minister för parlamentariska förbindelser                |          | från 1 augusti 2014: Ermonela Felaj fram till 1 augusti 2014: Ilirjan Celibashi                                                               | 1976 1969           | PS           |
| Minister för lokala frågor                               |          | från 12 mars 2017: Eduard Shalsi fram till 12 mars 2017: Bledi Çuçi                                                                           | 1968 1970           | PS           |